# Cielec
Cielec (prononciation : [ˈt͡ɕɛlɛt͡s]) est une localité polonaise de la gmina de Boronów, située dans le powiat de Lubliniec en voïvodie de Silésie.